# 안티키티라 기계

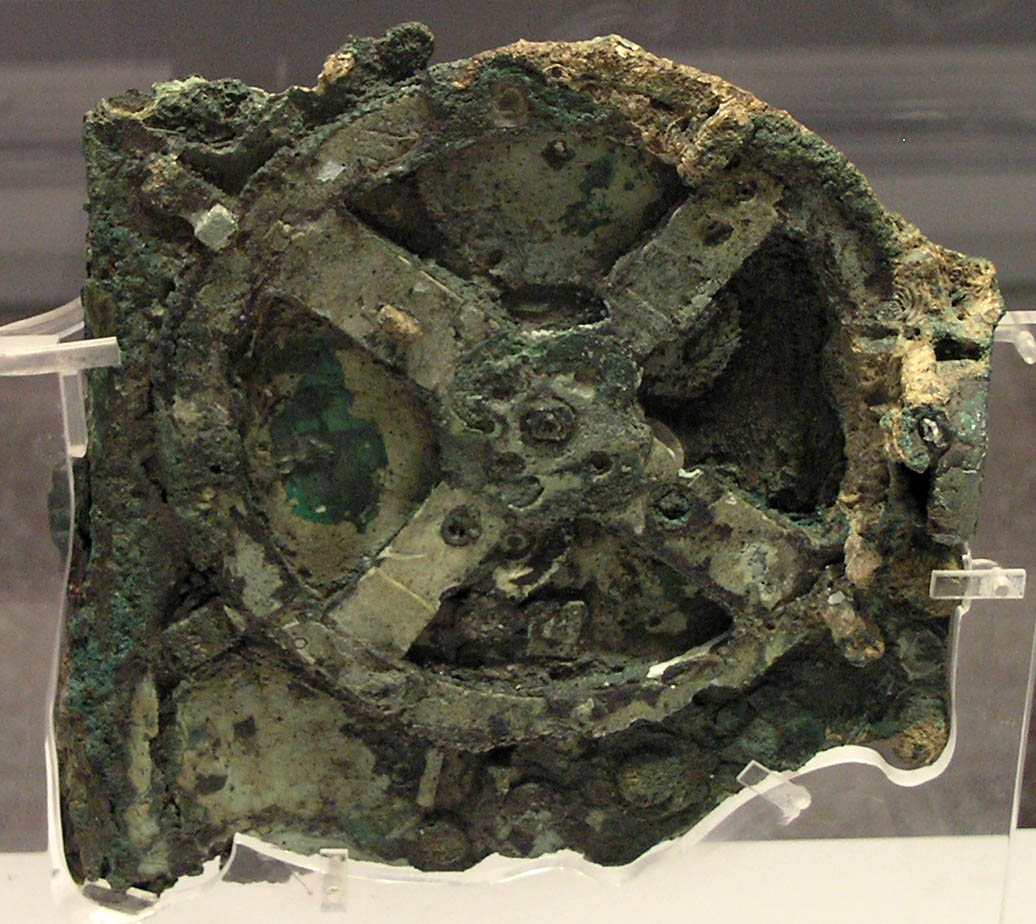
안티키티라 기계의 모습.

안티키티라 기계(영어: Antikythera mechanism /ˌæntɪkɪˈθɪərə/, 그리스어: Μηχανισμός των Αντικυθήρων)는 세계 최초의 아날로그 컴퓨터이다. 천문의 위치를 계산하기 위해 설계되었다. 이것은 1900년에서 1901년까지 진행되었던, 그리스의 안티키티라 섬 앞바다에 가라앉은 고대 로마 시대의 난파선인 안티키티라 난파선에 대한 조사가 이루어지는 과정에서 발견되었다. 이 컴퓨터는 기원전 1세기 초에 그리스에서 만들어진 것으로 보인다. 이 정도의 복잡성과 세공 기술을 가진 유물은 14세기에 서유럽에서 천문시계가 만들어질 때에야 다시 나타났다.
자크 쿠스토가 1978년에 난파선이 있는 안티키티라 섬 앞바다를 방문하여, 연대를 추정할 새로운 증거를 발견했다. 이 기계에 대한 2006년의 연구를 이끈 카디프 대학교의 마이클 에드먼즈 교수는, 이 장치에 대해 "너무나 특별하고, 그와 비슷한 다른 어떤 것도 없다."고 설명하면서, 천문학적으로 "정확히 들어맞는다."고 말했다. 그는 안티키티라 기계가 "모나리자보다 더 가치있다."고 평했다.
이 장치를 드락 J. 드 솔라 프리스가 복원하여, 아테네 국립 고고학 박물관에 기증하였고, 지금도 이 박물관에서 보관하고 있다. 다른 복원품은 미국 몬태나주의 보즈먼에 있는 미국 컴퓨터 박물관과 뉴욕에 있는 맨해튼 어린이 박물관, 그리고 독일의 카셀에 있다.

## 특징
메커니즘은 알려진 가장 오래되고 복잡한 과학적인 계산기이다. 그것은 많은 기어가 포함되어 있으며, 때로는 처음 알려진 아날로그 컴퓨터라고 하며, 그 완벽한 제조는 아직 알려지지 않은 선인들이 만든 것이라 추측하지만, 만들어진 시대는 헬레니즘 시대이다. 이 기계는 천문학과 수학의 전문적 이론에 따라 설계해야 하고, 제작되는 추정 기간은 기원전 150년에서 기원전 100년 사이이다.

## 제조 당시의 역사적 환경
학자 간의 합의에서는, 이 기계 자체가 그리스어 사용 지역에서 만들어졌다고 한다. 메커니즘의 모든 지침이 작성된 언어는 코이네 그리스어이다. 한 가설은 이 장치는 철학자이며 금욕주의자인 포시도니우스가 지은 로도스의 아카데미에서 개발되었으며, 당시에는 천문학과 수학의 중심지이었고 히파르코스의 달의 움직임에 해당하는 음력 메커니즘을 포함해 설계한 엔지니어라고 주장한다. 그러나, 가장 최근의 연구 결과와 2008년 7월 31일의 네이처지에 실린 논문에 따르면, 이 장치의 구동 원리인 기어를 이용한 동력의 개념은 고대 코린토스에서 나왔으며 아르키메데스와 연관지을 수 있다고 설명한다.

## 발견 장소
이 장치는 그리스의 섬 안티키티라에서 약간 떨어진 해상의 난파선에 있었다. 난파선은 1900년 10월에 발견되었으며, 다이버가 수많은 유물을 조사한 후 대부분은 국립 고고학 박물관 보관함에 저장되었다. 1902년 5월 17일에 고고학자 발레이오 스티스가 난파선을 조사하던 와중에 바위 조각 중 하나에 이 장치에서 나온 것으로 보여지는 기어가 묻혀 있는 것을 알아냈다. 스티스는 처음에는 천문 시계로 믿었지만, 대부분의 학자는 아나크로니즘의 장치로 간주했으나, 다른 조각들도 같은 기간에 만들어져 복잡해졌다. 그러나, 개체 조사는 기각되었으나 영국의 물리학자인 데릭 J. 드 솔라 피스는 1951년 매우 관심을 가졌다.
그 화물선 밑에서 있었을 상황은 알고 있었다. 조사단들은 이 배는 섬에서 약탈된 같은 보물들과 함께 로마로 항해하고 있었으며, 율리우스 카이사르 시대로 판명되었다.

## 기능
장치는 소형화되었으며, 19세기 시계 부품 제조 기술의 수준이었다. 약 30개 이상의 기어를 가지고, 미카엘 와이트 (아래 참조)는 70개 이상의 기어를 가지고 있다고 주장하고, 치아를 통해 등변 삼각형 모양을 하고 있었다. 날짜는 크랭크(현재는 분실)로 계산하고, 태양과 달의 위치와 다른 행성의 궤도를 정확하게 계산하였다. 이 목적은 천구의 천문을 재는 것이었으며, 지구 표면에서 관찰자의 위치에 대한 참조 장치도 함께 있었다.
메커니즘은 세 가지의 주요 다이얼이 전면에 하나, 후면에 두개가 있다. 앞면의 다이얼은 두 개의 동심 저울이 있다. 외륜은 이집트 달력의 365일, 또는 청랑성 년이 표시되어 있었다. 이 안은, 그리스어로 씌어진 황도와 각으로 나뉘어 있었다. 달력 다이얼은 4년에 하루 늦게 회전하여 일년에 1/4일씩 보완되어 (1년은 약 365.25일이다) 맞춰서 움직이도록 되어 있다. 참고로 율리우스 달력은, 윤년을 포함한 첫 번째 달력이고, 장치가 건설된 기원전 46년까지 윤년은 도입되지 않았다.
전면 다이얼은 아마도 세 바늘로 날짜를 표시하는 하나, 태양과 달의 움직임을 보여주는 두 개가 있었다. 달력 표시기는, 달의 궤도의 처음의 예외를 표시하도록 설정되어 있었다. 그것은, 태양력이 이와 유사할 때는 합리적이지만, 메커니즘의 기어(그것이 존재한다면)이 소실되었다. 전면 다이얼 외에 달의 위상을 보여주는 달 표시의 두 번째 메커니즘이 있었다.
화성과 금성에 대한 행성의 비문이 있으며, 그것이 확실히 자신의 위치를 표시하도록 하는 기어를 포함한 메커니즘의 기능을 하였을 것이다. 메커니즘은 그리스에서 알려진 6개의 행성 지표를 알고 있다는 몇 가지 추측이다. 이러한 행성을 계산하는 메커니즘 장치는 별도로 건져올린 장치를 제외하고는 없다.
마지막으로, 전면 다이얼의 파라페그마는, 현대의 달력의 선구격인 체계적인 별의 궤도 설정을 표시하는 데 쓰였다. 각 별이 장치에 새겨졌으며, 그리스어 문자가 식별되는 것으로 생각된다.
상위의 다이얼은 메톤 주기로 47번의 회전수로 19년 253주를 표시하고 있었다. 이 주기는 달력의 수정에 필요하다.
중간 다이얼은 나선 형태로 사로스 주기를 보여주는 223개 부품과, 54개 연도의 트리플 사로스 또는 익스리그모스라고 부르는 부속 다이얼이 있었다. (칼데아에서 발견된 사로스는 특정 일식 발생 주기를 계산한 것으로 약 18년 11일 8시간이다.)
안티키티라 메커니즘 연구 센터에서 미국, 영국과 그리스의 전문가는 2008년 7월 발견된 청동 다이얼의 '올림피아'는 캘리퍼스 주기이며, 고대 그리스의 다른 역법 뿐 아니라 이름을 표시하며, 아마도 고대 올림픽의 날짜를 추적하는 데 이용한 것으로 보고 있다. BBC 뉴스에 따르면, 
다이얼의 네 개는 년 번호와 범그리스 경기의 두 사람의 이름, 이스트미아 경기, 올림피아, 네메아 경기, 피시아 경기가 써 있었고, 두 개의 낮은 경기인 나 경기(도도나에서 열림)과 해독되지 않은 두 가지 게임이 있다.

## 목적에 대한 추측
데릭 J. 드 솔라 피스는, 이것이 로도스의 박물관이나 광장에서의 공공 전시물일지도 모른다고 주장했다. 로도스인들은 기계공학, 특히 자동기계에 능하여, 로도스 섬은 그 전시물로 유명했다. 그리스의 아홉 서정 시인 중 하나인 핀다로스는, 올림픽 찬가 7번에서 로도스에 대해 이렇게 썼다.:
움직이는 조상들이 서서
모든 공도를 장식하며,
돌이 숨을 쉬고,
대리석 발을 움직인다.
공공 전시에 대한 반론의 근거는 다음과 같다:
1. 장치가 상당히 작다는 점은 소형화를 염두에 두고 설계되었음을 가리키며, 그 결과 앞면과 뒷면의 다이얼 크기가 공공 전시에는 부적합하다. 아테네의 바람의 탑과 크기를 단순 비교하면, 안티키티라 기계의 제작자는 고정된 위치에서의 공공 전시용보다는 이동용 장치로 설계했음을 알 수 있다.
2. 기계의 문에는 최소 2천자 이상의 문자가 있는데, 안티키티라 매커니즘 연구 프로젝트의 구성원들은 이것을 종종 사용설명서라고 부른다. 기계 자체에 이런 설명서가 붙었다는 것은 운송하기 쉽고 개인적으로 사용했다는 의미를 함축하고 있다.
3. "사용 설명서"의 존재는 일반 비전문가인 여행자가 사용할 수 있도록 과학자와 기술자가 만들었다는 것을 의미한다(그 내용에는 지중해에서 잘 알려진 지리적 위치에 대한 정보들이 많이 있다).

이 장치는 다음 사항으로 볼 때, 항해 목적으로 만들어진 것 같지는 않다:
1. 일식 예측과 같은 몇 가지 데이터는 항해에 불필요하다.
2. 해양 환경의 습기와 소금기는 기어를 빨리 부식시켜 고장낼 것이다.

2008년 7월 31일, 과학자들은 "네이처" 잡지에 이 기계가 메톤 주기를 추적하고 일식을 예측하는 것 뿐만 아니라, 고대 올림픽 일정 계산 기능도 있었다는 새로운 연구 결과를 발표했다. 장치에 새겨진 명문들이, 북서부 그리스의 일리리아, 이피로스 지역, 케르키라섬에서 사용하던 달력의 월 이름과 가깝게 일치한다.

## 같이 보기
- 고대의 행성
- 리버스 엔지니어링
- 비잔틴 달력(byzantine calendar)
- 기계
  - 기계식 계산기(Mechanical calculator)
  - 아스트리뮴
  - 아스트롤라베(Astrolabe)
  - 천체투영관
  - 태양계의(Orrery)

## 추가 자료
단행본
- Bromley, J. P. (1993). 《in Die Rolle der Astronomie in den Kulturen Mesopotamiens (ed. Galter, H. D.)》. Graz: rm-Druck & Vergansgesellschaft. 61–67쪽.
- Cary, M. A. (1970). 《History of Rome》. London: Macmillan. 334쪽. ISBN 0312383959.
- James, Peter; Thorpe, Nick (1995). 《Ancient Inventions》. New York: Ballantine. ISBN 0-345-40102-6.
- Marchant, Jo (2008년 11월 6일). 《Decoding the Heavens: Solving the Mystery of the World's First Computer》. William Heinemann Ltd. ISBN 043401835X.
- Marchant, Jo (2009). 《Decoding the Heavens: Solving the Mystery of the World's First Computer》. Da Capo Press. ISBN 9780306817427.
- Price, Derek J. de Solla (1975). 《Gears from the Greeks: The Antikythera Mechanism — A Calendar Computer from ca. 80 BC》. New York: Science History Publications. ISBN 0-87169-647-9.
- Rosheim, Mark E. (1994). 《Robot Evolution: The Development of Anthrobotics》. John Wiley & Sons. ISBN 0-471-02622-0.
- Russo, Lucio (2004). 《The Forgotten Revolution: How Science Was Born in 300 BC and Why It Had To Be Reborn》. Berlin: Springer. ISBN 3-540-20396-6.
- Steele, J. M. (2000). 《Observations and Predictions of Eclipse Times by Early Astronomers》. Dordrecht: Kluwer Academic. ISBN 0792362985.
- Steele, J. M. (1994). 《Robot Evolution: The Development of Anthrobotics》. John Wiley & Sons. ISBN 0-471-02622-0.
- Stephenson, F. R. (1997). 《Historical Eclipses and the Earth's Rotation》. Cambridge, UK: Cambridge Univ. Press. ISBN 0521461944.
- Toomer, G. J. (1998). 《Ptolemy's Almagest  (trans. Toomer, G. J.)》. Princeton, New Jersey: Princeton Univ. Press.

논문
- Britton (1985). “The Design of Astronomical Gear Trains”. 《Horological Journal》 128 (6): 19–23.
- Bromley, A. G. (1986). “The Design of Astronomical Gear Trains (b)”. 《Horological Journal》 128 (9): 10–11.
- Bromley, A. G. (1986). “Notes on the Antikythera Mechanism”. 《Centaurus》 29: 5. Bibcode:1986Cent...29....5B. doi:10.1111/j.1600-0498.1986.tb00877.x.
- Bromley, A. G. (1990). “The Antikythera Mechanism”. 《Horological Journal》 132: 412–415.
- Bromley, A. G. (1990). “The Antikythera Mechanism: A Reconstruction”. 《Horological Journal》 133 (1): 28–31.
- Bromley, A. G. (1990). “Observations of the Antikythera Mechanism”. 《Antiquarian Horology》 18 (6): 641–652.
- Charette, François (2006). “High tech from Ancient Greece”. 《네이처》 444 (7119): 551–552. Bibcode:2006Natur.444..551C. doi:10.1038/444551a. PMID 17136077.
- Edmunds, Mike & Morgan, Philip (2000). “The Antikythera Mechanism: Still a Mystery of Greek Astronomy”. 《Astronomy & Geophysics》 41 (6): 6–10. Bibcode:2000A&G....41f..10E. doi:10.1046/j.1468-4004.2000.41610.x. (The authors mention that an "extended account" of their researches titled "Computing Aphrodite" is forthcoming in 2001, but it does not seem to have appeared as of yet.)
- Freeth, T. (2002). “The Antikythera Mechanism: 1. Challenging the Classic Research”. 《Mediterranean Archeology and Archeaometry》 2 (1): 21–35.
- Freeth, T. (2002). “The Antikyhera Mechanism: 2. Is it Posidonius’ Orrery?”. 《Mediterranean Archeology and Archeaometry》 2 (2): 45–58.
- Freeth, T. (2009). “Decoding an Ancient Computer”. 《Scientific American》 301 (6): 76–83. doi:10.1038/scientificamerican1209-76. PMID 20058643.. See also abstract.
- Freeth, T.; Bitsakis, Y., Moussas, X., Seiradakis, J. H., Tselikas, A., Mankou, E., Zafeiropulou, M., Hadland, R., Bate, D., Ramsey, A., Allen, M., Crawley, A., Hockley, P., Malzbender, T., Gelb, D., Ambrisco, W., & Edmunds, M. G. (2006). “Decoding the ancient Greek astronomical calculator known as the Antikythera Mechanism”. 《Nature》 444 (7119): 587–591. Bibcode:2006Natur.444..587F. doi:10.1038/nature05357. PMID 17136087.
- Jones, A. (1991). “The adaptation of Babylonian methods in Greek numerical astronomy”. 《Isis》 82 (3): 440–453. doi:10.1086/355836.
- Morris, L.R. (1984). “Derek de Solla Price and the Antikythera Mechanism: An Appreciation”. 《IEEE Micro》 4: 15–21. doi:10.1109/MM.1984.291304.
- Price, D. de S. (1959). “An Ancient Greek Computer”. 《Scientific American》 200 (6): 60–67. doi:10.1038/scientificamerican0659-60.
- Price, D. de S. (1974). “Gears from the Greeks: The Antkythera Mechanism – A Calendar Computer from ca 80BC”. 《Trans Am Philos. Soc., New Series》 64 (7): 1–70.
- Price, D. de S. (1984). “A History of Calculating Machines”. 《IEEE Micro》 4: 22–52. doi:10.1109/MM.1984.291305.
- Spinellis, Diomidis (2008년 5월). “The Antikythera Mechanism: A Computer Science Perspective”. 《Computer》 41 (5): 22–27. doi:10.1109/MC.2008.166.
- Steele, J. M. (2000). “Eclipse prediction in Mesopotamia”. 《Arch. Hist. Exact Sci.》 54 (5): 421–454. doi:10.1007/s004070050007.
- Weinberg, G. D.; Grace, V. R., Edwards, G. R., Robinson, H. S;, Throckmorton, P., & Ralph, E. K. (1965). “The Antikythera Shipwreck Reconsidered”. 《Trans Am Philos. Soc.》. 55 (New Series) (3): 3–48. doi:10.2307/1005929. JSTOR 1005929.
- Zeeman, E. C., (1986). “Gears From The Ancient Greeks”. 《Proc. Roy. Inst. GB》 58: 137–156. (See also the slides from a lecture here , slide 22 is a view of how the mechanism for a model comes to replace actual reality).

기타
- Hellenic Ministry of Culture and the National Archaeological Museum, The Antikythera Mechanism Research Project
- Rice, Rob S. (4 – 7 September 1997). 《Physical and Intellectual Salvage from the 1st Century BC》. Thessaloniki. 19–25쪽.  see The Antikythera Mechanism